# Ebsdorfergrund
Ebsdorfergrund is een gemeente in de Duitse deelstaat Hessen, en maakt deel uit van de Landkreis Marburg-Biedenkopf.
Ebsdorfergrund telt 8.997 inwoners.

## Plaatsen in de gemeente Ebsdorfergrund
- Beltershausen-Frauenberg
- Dreihausen
- Ebsdorf
- Hachborn
- Heskem-Mölln
- Ilschhausen
- Leidenhofen
- Rauischholzhausen
- Roßberg
- Wermertshausen
- Wittelsberg

Amöneburg ·
Angelburg ·
Bad Endbach ·
Biedenkopf ·
Breidenbach ·
Cölbe ·
Dautphetal ·
Ebsdorfergrund ·
Fronhausen ·
Gladenbach ·
Kirchhain ·
Lahntal ·
Lohra ·
Marburg ·
Münchhausen ·
Neustadt (Hessen) ·
Rauschenberg ·
Stadtallendorf ·
Steffenberg ·
Weimar (Lahn) ·
Wetter (Hessen) ·
Wohratal